# 玻利维亚奥林匹克委员会
玻利维亚奥林匹克委员会（西班牙語：Comité Olímpico Boliviano，IOC编码：BOL）是代表玻利维亚的国家奥林匹克委员会。玻利维亚奥林匹克委员会成立于1932年，并于1936年获得国际奥林匹克委员会的认可。该组织也是泛美体育组织的成员。

## 外部连结
- 官方网站 （西班牙文）